# ROUAGE (アルバム)
『ROUAGE』（ルアージュ）は、ROUAGEのインディーズ時代のスタジオ・アルバム。1994年7月20日発売。noirよりリリース。

## 解説
- 1st～3rdプレスでジャケットが違う。

## 収録曲
1. シ・ク・マ・レ・タ・ト・キ
  - 作曲:Mr.SASAKI
2. Function
  - 作詞:KAZUSHI/作曲:RIKA

6thシングル『冷たい太陽』のカップリングに「ファンクション」として、リメイクバージョンが収録された。
3. めざめのうたげ
  - 作詞:KAZUSHI/作曲:RAYZI
4. Cry for the moon
  - 作詞・作曲:KAZUSHI

6thシングル『冷たい太陽』のカップリングにリメイクバージョンが収録された。
5. Mist of Tears
  - 作詞:KAZUSHI/作曲:KAIKI

後にインディーズでのラストシングル『理想郷』のカップリングに別アレンジバージョンが収録された。
6. hide and seek
  - 作詞:KAZUSHI/作曲:SHONO
7. ark
  - 作詞:KAZUSHI/作曲:KAIKI

後に『ARK/LEAVE』 として、1995年1月21日に川崎クラブチッタで行われたライブにて配布されたシングルCDでは、タイトルが大文字になり、曲も短くなり、アレンジが変わっている。
8. Pa･ra･no･i･a
  - 作詞:KAZUSHI/作曲:RIKA

2ndシングル『Insomnia』のカップリングにリメイクバージョンが収録された。
9. More Trance
  - 作詞:KAZUSHI/作曲:SHONO
10. Creation -審判-
  - 作詞:KAZUSHI/作曲:RAYZI